# Euphaedra abyssinica
Euphaedra abyssinica är en fjärilsart som beskrevs av Rothschild 1902. Euphaedra abyssinica ingår i släktet Euphaedra och familjen praktfjärilar. Inga underarter finns listade i Catalogue of Life.